# توبد، لانائو دل نورته
توبد، لانائو دل نورته (به لاتین: Tubod, Lanao del Norte) یک سکونتگاه مسکونی در فیلیپین است که در لانائو شمالی واقع شده‌است.

## خصوصیات
توبد ۲۴۶٫۸۰ کیلومترمربع مساحت و ۴۶٬۳۳۲ نفر جمعیت دارد.